# 李芳薀
李芳蕰（1589年—1673年），字羞可，号承蜩，直隶广平府永年县临洺关人。明宣府巡抚李养冲次子、明清政治人物。
天启元年恩贡，初任怀庆通判，后擔任南阳府知府。入清后，順治三年，任按察使副使，分守大梁道、睢陈道，终湖广布政使司左参议，分守湖南道。